# Ateralphus javariensis
Ateralphus javariensis är en skalbaggsart som först beskrevs av Lane 1965.  Ateralphus javariensis ingår i släktet Ateralphus och familjen långhorningar. Inga underarter finns listade.